# Luc Lafforgue
Pas d'image ? Cliquez ici

a Compétitions nationales et continentales officielles uniquement.

b Matchs officiels uniquement.
Dernière mise à jour le 27 août 2018.
Luc Lafforgue, né le 18 février 1974, à Toulouse, est un joueur de rugby à XV évoluant au poste de centre ou d'ailier (1,72 m pour 80 kg). Formé à Tarbes où il a été champion de France minimes, il s'est principalement illustré avec le SU Agen. 

## Carrière
Finaliste du championnat de France en 2002 avec le SU Agen (finale perdue contre Biarritz).
En novembre 2004, il est sélectionné avec les Barbarians français pour jouer contre l'Australie au stade Jean-Bouin à Paris. Les Baa-Baas s'inclinent 15 à 45.

### En club
- Stadoceste tarbais jusqu’en 1995
- CA Bègles-Bordeaux de 1995 à 1998
- SU Agen de 1998 à 2009
- CA Lannemezan de 2009 à 2012
- AS Fleurance de 2012 à 2017
- RC Boé Bon-Encontre depuis 2017[5]

## Palmarès

### En club
Avec le Stadoceste tarbais
- Championnat de France minimes :
  - Champion (1) : 1989

Avec le SU Agen
- Championnat de France de première division :
  - Vice-champion (1) : 2002

### En équipe nationale
International Junior FIRA
- International -21 ans
- International -23 ans
- International universitaire, champion du monde 1996
- International de rugby à 7
- International France A